# William Joyce
William Joyce zwany Lordem Hau-Hau (ur. 24 kwietnia 1906 w Nowym Jorku, zm. 3 stycznia 1946 w Wandsworth) – pochodzący ze Stanów Zjednoczonych brytyjski faszystowski polityk oraz niemiecki propagandysta. Podczas II wojny światowej prowadził nadawany z terenu Niemiec radiowy program propagandowy Germany Calling. Audycja była prowadzona w języku angielskim i cieszyła się dużą popularnością na Wyspach Brytyjskich. Po schwytaniu przez brytyjską armię Joyce został skazany i stracony za zdradę.

## Młodość
Urodził się w Nowym Jorku w rodzinie brytyjskich imigrantów. Jego ojciec był naturalizowanym Amerykaninem irlandzkiego pochodzenia, a matka Angielką. Kilka lat po jego narodzinach rodzina przeprowadziła się do Irlandii i zamieszkała w hrabstwie Mayo. Podczas irlandzkiej wojny o niepodległość młody Joyce stanął po stronie wiernych Wielkiej Brytanii lojalistów i pomagał im denuncjować bojowników Irlandzkiej Armii Republikańskiej. W obawie przed zemstą IRA w 1921 roku wyemigrował do Anglii. Tam, w wieku zaledwie 15 lat, na podstawie sfałszowanej metryki urodzenia zaciągnął się do brytyjskiej armii. Gdy kilka miesięcy później odkryto jego prawdziwy wiek, został z niej wydalony. W 1923 roku wstąpił do Szkolnego Korpusu Oficerskiego przy Uniwersytecie Londyńskim. Był znany z zamiłowania do noszenia munduru i broni.

## Kariera polityczna
Od 1923 roku był związany z wzorującym się na włoskich faszystach paramilitarnym ugrupowaniem British Fascisti. Dowodził jedną z jego bojówek. Podczas wiecu wyborczego w 1924 roku wdał się w bójkę, w trakcie której otrzymał ranę ciętą twarzy, która pozostawiła charakterystyczną długą bliznę na jego prawym policzku. Według Joyce’a sprawcą miał być „żydowski komunista”. Po ukończeniu studiów był przez krótki okres zaangażowany w działalność Partii Konserwatywnej. W 1932 lub 1933 roku wstąpił do Brytyjskiej Unii Faszystów. Szybko został doceniony przez Oswalda Mosleya jako świetny orator i stał się czołowym mówcą podczas partyjnych zebrań i wieców. Dziennikarz Cecil Roberts opisał go jako „osobowość o wprawiającej w przerażenie dynamice, obelżywości i jadowitości”, ale zarazem „elektryzującą” swych słuchaczy. Brutalność i radykalizm BUF nie zyskały jednak szerokiego poparcia brytyjskiego społeczeństwa i po klęsce w wyborach parlamentarnych Mosley podjął w 1937 roku działania w celu marginalizacji jej radykalnego, skrajnie antysemickiego skrzydła, którego liderem był Joyce. W ich wyniku Joyce odszedł z partii i założył niewielkie, ideowo bliskie i wzorujące się na NSDAP ugrupowanie pod nazwą National Socialist League. Tuż przed wybuchem II wojny światowej znalazł się na liście osób przeznaczonych do internowania. Dzięki przeciekowi z MI5 dowiedział się o zamiarach władz i wyjechał wraz z żoną do Niemiec.

## Lord Hau-Hau
Po przybyciu do Berlina został zatrudniony w Ministerstwie Spraw Zagranicznych w roli tłumacza. Jednak już 18 września otrzymał angaż w publicznym radiu (Reichsrundfunk), gdzie został jednym z redaktorów i prezenterów anglojęzycznych propagandowych audycji radiowych przeznaczonych dla odbiorców na Wyspach Brytyjskich. Prezenterów tych programów prześmiewczo zwano w Wielkiej Brytanii Lordami Hau-Hau. Z racji tego, że Joyce wkrótce stał się najpopularniejszym z nich, przezwisko to było później powszechnie identyfikowane z jego osobą. Sztandarowy program Joyce’a Berlin Calling według szacunków BBC miał w szczytowym okresie popularności (początek 1940 roku) około 6 milionów stałych i dalsze 18 milionów okazjonalnych słuchaczy. „Nasze angielskie audycje radiowe są odbierane w Anglii ze śmiertelną powagą. Lord Hau-Hau jest tam na ustach wszystkich” – pisał z zadowoleniem w styczniu 1940 roku Joseph Goebbels. Tożsamość Lorda pozostawała dla słuchaczy tajemnicą aż do 2 sierpnia 1940 roku, gdy BBC oficjalnie poinformowała na swych falach, że jest nim Joyce.
26 września 1940 roku otrzymał niemieckie obywatelstwo przyjmując nazwisko Wilhelm Froelich. Latem 1942 roku powierzono mu kierownictwo nad wszystkimi anglojęzycznymi niemieckimi rozgłośniami. Wkrótce został też odznaczony Wojennym Krzyżem Zasługi I klasy. Choć jego programy w tym okresie straciły już swoją dawną popularność, ich nadawanie kontynuowano niemal do końca wojny. Pod koniec 1944 roku ochotniczo wstąpił do berlińskiego batalionu Volkssturmu, ale na żądanie Goebbelsa nie zezwolono mu wziąć udziału w walkach.

## Proces i egzekucja
Ostatnia audycja Lorda Hau-Hau została nadana z Hamburga 30 kwietnia 1945 roku na kilka godzin przed zajęciem miasta przez Brytyjczyków. Joyce został schwytany 28 maja we Flensburgu przez dwóch brytyjskich żołnierzy, którzy rozpoznali jego charakterystyczny głos. Podczas aresztowania został postrzelony w udo. Żołnierzem który oddał strzał był Geoffrey Perry (Horst Pinschewer), Żyd niemieckiego pochodzenia, służący w armii brytyjskiej.
Uznając Joyce’a za poddanego brytyjskiego króla, oskarżono go o zdradę i w lipcu 1945 roku postawiono przed sądem. Mimo ujawnienia w trakcie procesu faktów świadczących na jego korzyść (był obywatelem amerykańskim i niemieckim, natomiast nigdy nie przyznano mu brytyjskiego obywatelstwa; dysponował jedynie wydanym w 1933 roku brytyjskim paszportem, który uzyskał kłamiąc, że urodził się na terenie Zjednoczonego Królestwa) oraz skromnego materiału dowodowego zgromadzonego przez prokuratora Hartleya Showcrossa (oskarżenie opierało się na zeznaniach tylko jednego świadka), został skazany na śmierć przez powieszenie. Ławnikom do wydania werdyktu wystarczyły zaledwie 23 minuty. Apelacje obrońców zostały odrzucone zarówno przez sąd drugiej instancji jak i Izbę Lordów. Komentując proces, Mieczysław Szerer zwrócił uwagę na to, że aby sprawa doszła do trzeciej instancji, musiało być wydane zaświadczenie, że sprawa zawiera zagadnienie prawne o wyjątkowym znaczeniu publicznym. W tym przypadku chodziło o to, jaki wpływ ma posiadanie paszportu brytyjskiego na prawa i obowiązki jego posiadacza, w tym także, jaki ma na to wpływ jego wyłudzenie. Smaku sprawie dodawał także fakt, że dokument ów został wydany na 10 miesięcy i wygasał 2 lipca 1940 roku, a zatem nie obowiązywał przez większość czasu, w którym oskarżony uprawiał swoją propagandową działalność. Wszystkie instancje były zgodne - posiadacz paszportu brytyjskiego w okresie jego ważności zobowiązany jest do wierności krajowi bez względu na to, w jaki sposób go uzyskał. 
Egzekucja została wykonana 3 stycznia 1946 roku w więzieniu HMP Wandsworth. Przeprowadził ją słynny angielski kat Albert Pierrepoint. Joyce był ostatnim człowiekiem straconym w Wielkiej Brytanii za zdradę stanu.